# William Gibson
William Ford Gibson (Conway, Južna Karolina, 17. ožujka 1948.) američko-kanadski je pisac, nazvan "crnim prorokom" cyberpunk žanra u znanstvenoj fantastici. Gibson je autor termina "kibernetski prostor". Naziv se pojavio u kratkoj priči "Kako smo popalili kromu", u kojoj se opisuje svijet kibernetičkog kriminala, desetljeće prije nego što je internet uopće nastao. Koncept je kasnije razradio u svojem debitantskom romanu "Neuromancer", iz 1984. Djelo je do sada prodano u više od 6,5 milijuna primjeraka, i prvi je roman u povijesti koji je dobio sve tri "velike" nagrade za SF stvaralaštvo – "Nebula", "Hugo", i "Phillip K. Dick Award".

## Životopis
Rođen je u malom gradiću Conwayu u unutrašnjosti SAD. Gibsonova obitelj često mijenja prebivališta, s obzirom na to da je njegov otac radio kao nadzornik na velikim gradilištima, uglavnom u saveznim državama Južna Karolina i Virginia. Ta je činjenica zasigurno utjecala na socijalne vještine mladog Williama, koji se već u djetinjstvu radije posvećivao čitanju, nego druženju s vršnjacima.
Emotivni šok doživljava u 12-oj godini, kada mu otac umire u bizarnim okolnostima (umire u restoranu, od posljedica gušenja hranom). Nakon toga, on i majka sele se u rodni grad njegovih roditelja, Whyteville u Virginiji. 
Tamo se upisuje u lokalnu srednju školu, gdje ga "košarkaški-opsjednuta monokultura" (citat) tjera da se još više okrene literaturi.
S 13 godina kupuje antologiju beat književnika, gdje se prvi put upoznaje s radovima Allena Ginsberga, Jacka Kerouaca, i Williama S. Burroughsa. Sve slobodno vrijeme uglavnom provodi čitajući, a posebno ga oduševljava SF. Tvrdi da je već tada znao da ga jedino zanima čitati i pisati znanstvenu fantastiku. Suprotno "ugledu" "geeka", školski program ga uopće ne zanima.
Zabrinuta zbog loših ocjena povučenog tinejdžera, majka ga šalje u privatnu školu u saveznu državu Arizona. Tamo pri upisu provode testiranje kandidata, i na iznenađenje svih mladi Gibson pokazuje vrlo visoke rezultate, te se pokaže da posjeduje natprosječan IQ.
Kad je imao 18 godina, umire mu majka. Gibson napušta školu bez da je diplomirao, i putuje po SAD i Europi. 1967. godine emigrira u Kanadu, kako bi izbjegao novačenje za rat u Vijetnamu. Tamo postaje dijelom kontrakulturne scene "Djece cvijeća". Po vlastitom priznanju, nakon razgovora u Uredu za novačenje kupuje kartu za Toronto, više "potaknut željom da spava s mladim hippy djevojkama i zlorabi hašiš" nego prigovorom savjesti.
U Kanadi upoznaje djevojku iz Vancouvera, s kojom se 1972. godine ženi. Žive od njene plaće učitelja, te se Gibson odlučuje završiti nekakvu školu. Upisuje se na "University of British Columbia" (UBC), te završava studij Engleske literature. Tamo pohađa satove pisanja, i odlučuje se napisati prvu pripovijetku, "Fragments of Hologram rose". To postaje njegovo prvo objavljeno djelo.
Vancouver postaje njegovo stalno prebivalište do današnjih dana (iako posjeduje i američko državljanstvo).

## Djela
Gibsonovi rani radovi su pusti, crne priče o učinku kibernetike i računalne mreže na ljude – "lowlife susreće visoku tehnologiju". Kratke priče objavljene su mu u popularnim časopisima znanstvene fantastike. Teme, postavke i simbolika razvijeni u tim pričama su kulminirali u njegovom prvom romanu, Neuromancer, koji je ostvario uspjeh kod publike i kritike te se smatra prvijencem takozvanog "cyberpunk" književnog stila.
Iako je Gibsonova slava ostala povezana s Neuromancerom, njegov se rad nastavio razvijati. Nakon što je nadopunio Neuromancer s još dva romana dovršivši distopijsku trilogiju, Gibson je postao važnim autorom drugog znanstveno fantastičnog pod-žanra steampunka 1990. s alternativno povijesnim romanom The Difference Engine kojeg je pisao s Bruceom Sterlingom. 1990-ih su napisani romani Bridge trilogije, koji su usmjereni na sociološka zapažanja u urbanim sredinama bliske budućnosti i kasnom kapitalizmu. Radnja njegovih najnovijih romana – Raspoznavanje uzoraka (2003.) i Avet Zemlja (2007.) odvija se u suvremenom svijetu i postavili su po prvi put njegov rad na opću bestseler listu.
Gibson je jedan od najpoznatijih sjeverno američkih pisaca znanstvene fantastike, opisan 1999. kao "vjerojatno najvažniji romanopisac u protekla dva desetljeća". Gibson je napisao više od dvadeset kratkih priča, devet kritički priznatih romana (jedan u suradnji), objavljivao je članke u nekoliko važnih publikacija i često surađivao s umjetnicima s područja performansa, kinematografije i glazbe. Njegov rad se navodi kao utjecajan za brojne dicipline: od akademskih istraživanja, znanstvene fantastike, do dizajna, cyberkulture, i tehnologije.